# Mondelinge geschiedenis
Mondelinge geschiedenis of oral history is een methode van wetenschappelijk onderzoek naar het verleden op basis van mondelinge overlevering. Daarbij gaat het om het systematisch verzamelen en vastleggen van individuele herinneringen door middel van reeksen vraaggesprekken. Binnen Nederlandse universiteiten worden over het algemeen de Engelse termen oral history en interview gebruikt.
Oral-history-methoden kunnen delen van het verleden naar boven halen die in de collectieve herinnering of gangbare geschiedschrijving zijn verdrongen, over het hoofd gezien, of bewust buiten de boeken gehouden.

## Wetenschap
Tot in de achttiende eeuw was mondelinge overlevering een normale manier van geschiedschrijving. Nog in 1853 gebruikte de Franse historicus Jules Michelet oral history bij het schrijven van zijn boek Histoire de la Révolution française. Hij sprak met mensen die de Franse Revolutie hadden meegemaakt en zij leverden informatie die niet te vinden was in officiële verslagen en statistieken. Maar de methoden van historisch onderzoek veranderden en verhalen van individuele burgers raakten buiten gebruik als bron voor historisch onderzoek.
Dat veranderde in de jaren 1960. De methode kwam weer in de belangstelling, met name om geschiedenis te kunnen schrijven van maatschappelijke groepen die in het jargon van de jaren 1960 en 1970 als onderdrukt werden gezien, bijvoorbeeld arbeiders en boeren.
Een van de eerste en belangrijkste werken in de heropleving is het boek The voice of the past. Oral History van de Britse historicus Paul Thompson, uit 1968. Volgens Thompson kunnen oral historians onderzoek doen naar zaken van maatschappelijk belang en zo de barrière wegruimen tussen wetenschap en buitenwereld. Geschiedenis moest toegankelijk worden voor de gewone man en een goede manier daarbij is niet, zoals tot dan toe gebruikelijk in de elitaire geschiedschrijving, eenzijdig over helden, politici en generaals te schrijven maar ook over de gewone man.
In 1994 zette Steven Spielberg een wereldwijd project op om overlevenden van de Holocaust te interviewen en deze geschiedenis vast te leggen.

### Nederland
In Nederland deed Ben Sijes begin van de jaren 1950 onderzoek naar de Februaristaking in de Tweede Wereldoorlog door middel van interviews, omdat hij hierover geen betrouwbare geschreven bronnen vond. Begin jaren 1970 vestigden feministen de aandacht op vrouwen als groep die door middel van mondelinge geschiedenis zichtbaar zou kunnen worden gemaakt. Vrouwen hadden tot dan toe in de regel slechts bij hoge uitzondering plaats in de geschiedschrijving, en dan vaak als 'vrouw van'.
In Nederland is Selma Leydesdorff, hoogleraar aan de Universiteit van Amsterdam, de productiefste en bekendste wetenschapper in dit vakgebied. Zij gebruikte de methode als een van de eersten binnen het historisch onderzoek, aanvankelijk vanuit feministisch perspectief, maar in de loop der jaren kwamen daar andere groepen bij: het Amsterdams joods proletariaat, overlevenden van natuurramp, oorlogsgeweld en misdaden tegen de mensheid. Leydesdorff droeg in hoge mate bij aan de theoretische ontwikkeling van het vak en is in het internationaal wetenschappelijk discours een veelgevraagd auteur en spreker. Van haar hand verschenen diverse boeken en artikelen, door haar inzet ontwikkelde het vak zich in Nederland tot een bloeiende tak van wetenschap.
In 1996 promoveerde Hanneke Willems aan het Historisch Seminarium van de Universiteit van Amsterdam met een studie naar de beleving van de Spaanse Burgeroorlog door burgers: Gedeeld verleden: Herinneringen van anarchosyndicalisten aan Albalate de Cinca, 1928-1938. Tussen 1997 en 2001 is onder de vleugels van de Stichting Mondelinge Geschiedenis Indonesië een reeks Nederlandstalige interviews afgenomen met mensen die gedurende de jaren 1930-1962 in Nederlands-Indië, Indonesië en Nieuw-Guinea woonden om het einde van de Nederlandse koloniale aanwezigheid in Azië te documenteren. Samenvattingen hiervan verschenen in het boek Memories of 'The East' van antropoloog Fridus Steijlen. Professor S.O. Robson van de Monash University Melbourne merkte op dat het merendeel van de interviews een perspectief bood waar tot dan toe weinig aandacht was geweest onder Indonesië-historici uit de niet-Nederlandse academische traditie.

### Vlaanderen
Voor het ADVN was in Vlaanderen het project mondelinge geschiedenis een van de eerste projecten door hen aangevat. Men interviewde met een wetenschappelijk gefundeerde aanpak in de periode 1984 tot 1986 een aantal personen die de geschiedenis van het Vlaams-nationalisme vanuit diverse invalshoeken meemaakten. Men werkte systematisch interviews af omtrent de (politieke) reorganisatie van het Vlaams-nationalisme na de Tweede Wereldoorlog (Vlaamse Concentratie, Volksunie), omtrent de vrouwenbeweging (o.a. over de Vrouwenbeweging voor Amnestie, in samenwerking met de Federatie van Vlaamse Vrouwengroepen), omtrent de groep Nederland Een! (ontstaan, werking, organisatie enz. van de oppositiebeweging Nederland Een! en van gelijkaardige bewegingen tijdens de Tweede Wereldoorlog). Men kon steunen voor de methodologie op twee instructieteksten van prof. Bruno De Wever (over het interview en de transcriptie) en in een handleiding voor individuele en collectieve projecten (zie literatuur).

### Afrika
In de Afrikaanse geschiedschrijving neemt mondelinge overlevering een grote plaats in, getuige bijvoorbeeld het prestige van de griots. The History of the Gold Coast and Ashanti (1889) van Carl Christian Reindorf berustte goeddeels op orale bronnen, net als The History of the Yorubas (1921) van Samuel Johnson. De Belg Jan Vansina droeg bij aan het formaliseren van de methode.

## Journalistiek
Ook in de journalistiek wordt gebruikgemaakt van reeksen interviews om geschiedenis te vertellen maar vaak ontbreekt hier een wetenschappelijke methodiek. Het VPRO-radioprogramma Onvoltooid Verleden Tijd is een bekend voorbeeld. .In het VPRO-radioprogramma Het Gebouw werd in 1985, 40 jaar na dato, door ooggetuigen de verbijsterende geschiedenis verteld van het Bombardement op Dresden.  Sinds 2000 wordt in het televisie-programma Andere Tijden er zeer veel 'oral history' verteld en geillustreerd. Voormalig OVT-eindredacteur Kees Slager publiceerde ook verscheidene boeken die mede op mondelinge overleveringen gebaseerd zijn, zoals ooggetuigen van de Watersnoodramp van 1953. Ook de schrijvers Geert Mak en Hylke Speerstra zijn in dit genre actief.